# 32-я стрелковая дивизия (1-го формирования)
32-я стрелковая дивизия — стрелковое формирование (соединение, стрелковая дивизия) РККА Вооружённых сил СССР, до и во время Великой Отечественной войны.
Надо иметь в виду, что во время Гражданской войны с 1918 года по 1920 год существовало другое формирование 32-й стрелковой дивизии.
Наименование:
- полное действительное — 32-я Краснознамённая стрелковая дивизия;
- сокращённое действительное — 32 сд, 32 сд (I);
- полное условное — войсковая часть № ?.

## История
Согласно приказу РВСР № 1086/181, от 25 мая 1922 года, 2-я Саратовская отдельная стрелковая бригада и 81-я стрелковая бригада 27-й Омской стрелковой дивизии переформировываются в 32-ю стрелковую дивизию. Пункт дислокации — Саратов (Приволжский военный округ).
20 июля 1922 г. — официальный день рождения 32-й стрелковой дивизии. В соответствии с приказом РВСР № 1647/323 от 10 июля 1922 г., исключающим бригадное звено в дивизионной структуре, 32 сд реорганизуется на базе 81-й стрелковой бригады. Её 241-й, 242-й, 243-й стрелковые полки получают новые войсковые номера соответственно 94-й, 95-й, 96-й.
29 ноября 1922 г. приказом РВСР № 2668/508 в связи с принятием шефства Саратовским горсоветом дивизии присвоено наименование: 32-я Саратовская стрелковая дивизия.
К 01.02.34 г., согласно директиве РВС ПриВО от 29.12.33 г. № 1422сс дивизия, пополнившись из числа долгосрочно отпускных рождения 1907—08 гг. и переменного состава, развёртывается в кадровую усиленную дивизию. В состав дивизии вошли: 94-й, 95-й, 96-й стрелковые полки, артиллерийский полк, отдельная противотанковая батарея, отдельный кавалерийский эскадрон, отдельный танковый батальон, отдельная рота связи, отдельная сапёрная рота, лазарет.
В марте 1934 г. по директиве Начальника Штаба РККА от 26.01.34 г. № 51168сс и директиве начальника штаба ПриВО от 29.01.34 г. № Ш2/398 дивизия в полном составе убыла на Дальний Восток, включена в состав войск Особой Краснознамённой Дальневосточной армии и дислоцирована на станции Раздольное Уссурийской ж/д (Приморский край) .
02.02.37 г. постановлением ЦИК СССР и приказом НКО СССР № 26 за успехи в боевой и политической подготовке в год своего 15-летия дивизия награждена Почётным Революционным Красным Знаменем.
С 5 по 11.08.38 г. дивизия в составе 39-го стрелкового корпуса участвовала в боях с частями японской императорской армии в приграничном конфликте за высоты Безымянная и Заозёрная в районе озера Хасан. 1577 воинов дивизии удостоились орденов и медалей, пятеро из них стали Героями Советского Союза.
25.10.1938 г. Указом Президиума Верховного Совета СССР: «за самоотверженные и умелые действия частей и подразделений, за мужество и отвагу, проявленные личным составом при обороне района озера Хасан», дивизия награждена орденом Красного Знамени.
27.09.1939 г., согласно приказу НКО СССР № 179, стрелковым полкам дивизии присвоены новые войсковые номера и действительные наименования по схеме развертывания, соответственно, 17-й, 113-й, 322-й стрелковые полки.

## Участие в Великой Отечественной войне
В действующей армии: 27 сентября 1941 года — 24 мая 1942 года.
На 22.06.1941 г. 32-я Краснознамённая стрелковая дивизия дислоцировалась на Дальнем Востоке (станция Раздольное Приморского края).
11.09.1941 г. отправляется на Ленинградский фронт, где на короткое время под Волховом входит в состав, вновь сформированной, 4-й армии (2-е формирование). В связи с критической военной обстановкой на Можайском направлении дивизию решено перебросить в Московский военный округ.
С 05.10.1941 г. части дивизии со станций Андреево, Волховстрой Октябрьской ж/д убывают для обороны Можайского укреплённого района Московской зоны обороны, где входят в состав, вновь создаваемой, 5-й армии (2-е формирование) Западного фронта.
09.10.1941 г. на станцию Можайск стали прибывать первые эшелоны с частями 32 сд, которые после разгрузки без промедления пешим порядком следовали к оборонительным рубежам. Дивизия в данный момент стала основной силой 5-й армии.
Вечером 12.10.1941 г. 32-я стрелковая дивизия принимает первый бой на Бородинском поле под Можайском. Штаб дивизии располагался именно там, где в сентябре 1812 года находился командный пункт русского полководца М. И. Кутузова.
Дивизия была растянута на фронте в 40—45 километров (в полосу её обороны входили населённые пункты Авдотьино, Гаретово, Бородино, Рогачёво, Сокольники, Мордвиново, Гудковская дача, Криушино, Аксаново). Правый фланг занимал 113-й стрелковый полк майора Н. Л. Солдатова, на Бородинском поле находился 17-й стрелковый полк майора И. Н. Романова, поскольку 322-й полк дивизии ещё находился в пути (он прибыл 13.10.1941 г.), дивизии были приданы запасной учебный полк двухбатальонного состава и батальон курсантов Московского военно-политического училища. Дивизии также были приданы 18-я, 19-я (первый эшелон) и 20-я (второй эшелон обороны) танковые бригады.
Дивизия располагала одним гаубичным полком, 154-й гап, командиром которого был майор Чевгус В. К., лёгким артиллерийским полком, 133-й лап, командиром которого был майор Ефремов А. С. и отдельным истребительным противотанковым дивизионом 65 оптдн. На вооружении 154 гап находились гаубицы калибра 122 и 152 мм, на вооружении 133 лап 76-мм горные пушки образца 1938 года.
Дивизия вела бои на рубеже до 18.10.1941 г. с частями 10-й танковой дивизии и дивизии CC «Рейх», когда была вынуждена отступить за реку Руза и оставить Можайск.
В течение шести суток боев на Бородинском поле немецкие войска потеряли 10 тысяч солдат и офицеров, 4 самолёта, 117 танков, 226 автомашин, 124 мотоцикла.
На Можайском направлении против 40-го моторизованного корпуса врага, поддержанного большой группой танков и авиации, особенно упорно сражалась 32-я Краснознамённая стрелковая дивизия полковника В. И. Полосухина. Спустя почти 130 лет после похода Наполеона этой дивизии пришлось скрестить оружие с врагом на Бородинском поле, том самом поле, которое давно уже стало нашей национальной святыней, бессмертным памятником русской воинской славы. Воины 32-й стрелковой дивизии не уронили этой славы, а приумножили её— маршал Г. К. Жуков, «Воспоминания и размышления».
Напротив здания Бородинского Музея держала оборону одна из батарей 133-й лап под командованием майора А. С. Ефремова. Оставшись без прикрытия, остатки полка вышли с орудиями без лошадей на трассу Можайск-Клементьево, на которой остановилась колонна немецких танков, бензовозов, машин с боеприпасами. Личный состав колонны отдыхал в ночное время в дер. Гавшино (совхоз «Гигант»). По свидетельству ст. сержанта П. М. Шевченко — наводчика орудия, в 6-м часу утра по немецкой колонне был открыт артиллерийский огонь прямой наводкой. Командир полка майор Ефремов лично поджёг танк бутылкой с зажигательной смесью. Остатки артиллеристов были рассеяны немцами, но колонна была сожжена. По свидетельству местных жителей, немцы схватили майора Ефремова В. С. в плен и, привязав к дереву, облили бензином и подожгли. Однако, капитан Выборнов В. А. сообщил в особый отдел, что командир полка сдался в плен. До сих пор майор Ефремов А. С. не награждён и его действия не нашли достойной оценки государства в истории обороны Москвы в самые критические октябрьские дни 1941 года.
С 19 по 26 октября 1941 г. дивизия на широком фронте по реке Руза сдерживает противника, стремившегося обойти правый фланг 5-й армии.
К 27.10.1941 г. дивизия была переброшена на левый фланг 5-й армии и заняла оборону восточнее Нарских прудов и южнее по реке Нара на стыке с 33-й армией, пресекая все попытки противника прорвать оборону дивизии и обойти фланг армии.
Так, 01.12.1941 г. противник сильной танковой группой и мотопехотой прорвался вглубь обороны на правом фланге 33-й армии и устремился на север в направлении Акулово. 32-я сд не дрогнула и, в условиях обойдённого своего левого фланга и тыла, в двухдневном ожесточённом бою отбила попытки противника прорваться к Кубинке, нанеся большой урон в живой силе и технике.
06.01.1942 г. после отступления Звенигородско—Рузской группировки противника до реки Руза, в результате атак правого крыла 5-й армии, в ходе контрнаступления под Москвой — на левом крыле 5-й армии дивизия начинает прорыв подготовленной оборонительной полосы противника в районе Бол. Семенычи, Мякшево, Крюково, Маурино. Трёхдневным ожесточённым боем прорывает оборону противника и устремляется вперёд. Введённые в прорыв, новые дивизии развивают успех 32-й сд и противник вынужден начать общий отход на Можайский оборонительный рубеж.
15-17.01.1942 г. дивизия вела бои южнее Можайска и овладела Борисовом и Язёвом. После упорных боёв дивизия прорывает Можайский оборонительный рубеж противника на левом фланге 5-й армии, чем содействует центральной группе армии в овладении Можайском. В условиях полного бездорожья, сильных морозов и глубокого снежного покрова дивизия, совершая смелые манёвры, обходя лесами опорные пункты противника, теснит его на запад.

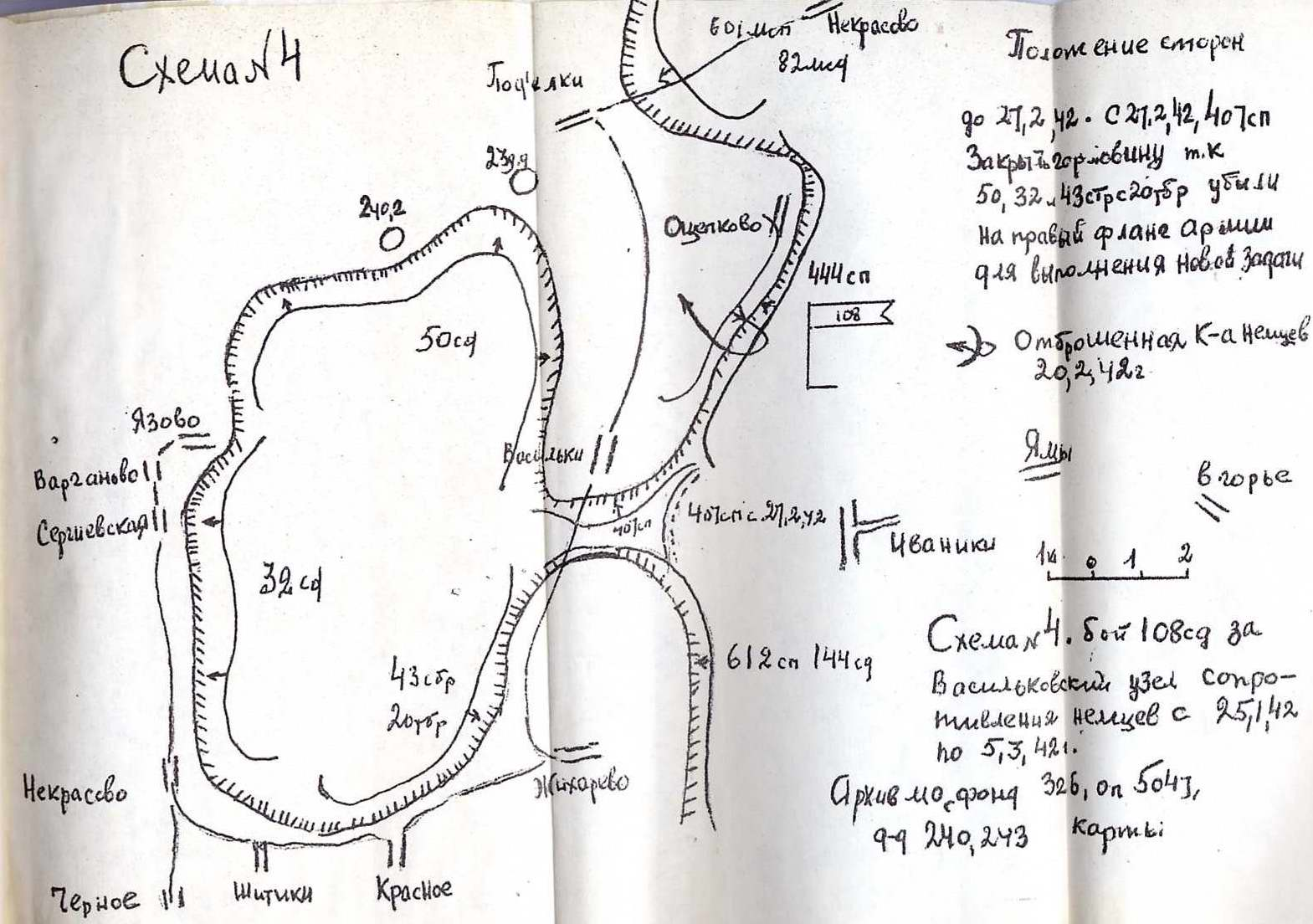
Схема боёв за Васильковский узел сопротивления немцев с 25 января по 5 марта 1942 года. Действия 32 сд в котле обозначены стрелками слева.

26.01.1942 г. дивизия, преследуя противника, подошла к его гжатскому оборонительному рубежу.
В феврале в составе ударной группы 5-й армии (50-я, 32-я, 144-я стрелковые дивизии и 43-я стрелковая бригада) дивизия прорывает оборону рубежа в районе деревень Иваники (ныне урочище Долина Славы), Васильки, Ощепково. 18 февраля на участке прорыва погиб командир 32-й сд полковник В. И. Полосухин. Противнику к 25 февраля удаётся восстановить линию фронта. Таким образом, советские войска не смогли преодолеть Васильковский узел сопротивления немцев, находящийся в 16 км юго-восточнее города Гжатска (ныне Гагарин, Смоленская область). Этот узел входил в общую оборонительную систему Гжатского укреплённого района немцев, преодоление которого было завершено только в 1943 году.
В марте и апреле дивизия ведёт боевые действия в районе Клячино, Чурилово.
24.05.1942 г. приказом НКО за № 160 32-я Краснознамённая стрелковая дивизия преобразована в 29-ю гвардейскую стрелковую дивизию.

## В составе
- Дальневосточный фронт, 25-я армия, 39-й стрелковый корпус — на 22.06.1941 г.
- Ленинградский фронт, 4-я армия — на 01.10.1941 г.
- Западный фронт, 5-я армия — с 12.10.1941 г.

## Состав
- управление
- 17-й стрелковый полк
- 113-й стрелковый полк
- 322-й стрелковый полк
- 133-й лёгкий артиллерийский полк
- 154-й гаубичный артиллерийский полк (до 12.12.1941)
- 65-й отдельный истребительно-противотанковый дивизион
- 116-я отдельная зенитная батарея (53-й отдельный зенитный артиллерийский дивизион)
- 479-й миномётный дивизион (с 20.01.1942)
- 12-я разведывательная рота
- 30-й сапёрный батальон
- 60-й отдельный батальон связи
- 4-й медико-санитарный батальон
- 2-я отдельная рота химический защиты[7]
- 433-я автотранспортная рота
- 15-я полевая хлебопекарня
- 7-й дивизионный ветеринарный лазарет
- 40-я дивизионная мастерская
- 132-я (1587-я) полевая почтовая станция
- 1677-я полевая касса Госбанка[1]

## Командиры дивизии
- Нестеровский, Никифор Авраамович (июнь 1922—1923)
- Резцов, Владимир Ипатьевич (1924—1932)[8]
- Хорошилов, Иван Яковлевич (1932 — ??)
- Зюк, Михаил Осипович (19.04.1935 — 22.09.1935), комбриг
- Берзарин, Николай Эрастович (??.06.1938 — ??.11.1938), полковник
- Батюня, Александр Григорьевич (??.11.1938 — 26.03.1941), полковник, с 4.11.1938 комбриг
- Полосухин, Виктор Иванович (26.03.1941 — 18.02.1942), полковник (погиб 18.02.1942 г. в районе д. Иваники[K 2] Уваровского района Московской обл. Похоронен в Можайске.)
- Гладышев, Степан Трофимович (19.02.1942 — 24.05.1942), полковник[9][10]

## Укомплектованность
- на 22.06.1941 г. — до 15 тыс. человек личного состава, 8593 винтовки, 872 автомата, 444 пулемёта, 286 орудий и миномётов.

## Отличившиеся воины дивизии
- Бочкарёв, Михаил Степанович, командир батальона 95-го стрелкового полка, капитан. Герой Советского Союза. Звание присвоено 25.10.1938 г. за бои на озере Хасан (6 раз поднимал бойцов в атаку, занял ввереным подразделением сопки Заозёрная и Безымянная)
- Баринов, Николай Михайлович, командир отделения, младший командир. Герой Советского Союза. Звание присвоено 25.10.1938 г. за бои на озере Хасан (спас жизнь командиру, был ранен, но поле боя не оставил)
- Бамбуров, Сергей Никонорович, политрук роты 65-го стрелкового полка. Герой Советского Союза. Звание присвоено 25.10.1938 г. за бои на озере Хасан
- Винокуров, Вячеслав Петрович, (1913 — 30.11.1942 гг.), командир танкового взвода, лейтенант. Герой Советского Союза. Звание присвоено 25.10.1938 г. за бои на озере Хасан
- Рассоха, Семён Николаевич, механик-водитель танка, младший командир. Герой Советского Союза (посмертно). Звание присвоено 25.10.1938 г. за бои на озере Хасан
- Чуйков, Егор Сергеевич, стрелок, красноармеец. Герой Советского Союза (посмертно). Звание присвоено 25.10.1938 г. за бои на озере Хасан
- Чихман, Фёдор Яковлевич (Захарович), кавалер Ордена Ленина, артиллерист 133 лап. Подбил 4 танка. Последний танк был подбит одной рукой -кисть второй руки была оторвана минным осколком. Героя с поля боя вынес лично командир дивизии Полосухин[11].

## Награды
- 29.11.1922 г. — присвоено наименование: «Саратовская»
- 20.07.1937 г. — награждена Почётным Революционным Красным Знаменем
- 25 октября 1938 года —  Орден Красного Знамени — награждена указом Президиума Верховного Совета СССР от 25 октября 1938 года за самоотверженные и умелые действия частей и подразделений, за мужество и отвагу, проявленные личным составом при обороне озера Хасан[12].

## Память
Дивизия упомянута на плите мемориального комплекса «Воинам-сибирякам», Ленино-Снегирёвский военно-исторический музей.
Именем дивизии названа улица в городе Саратов.

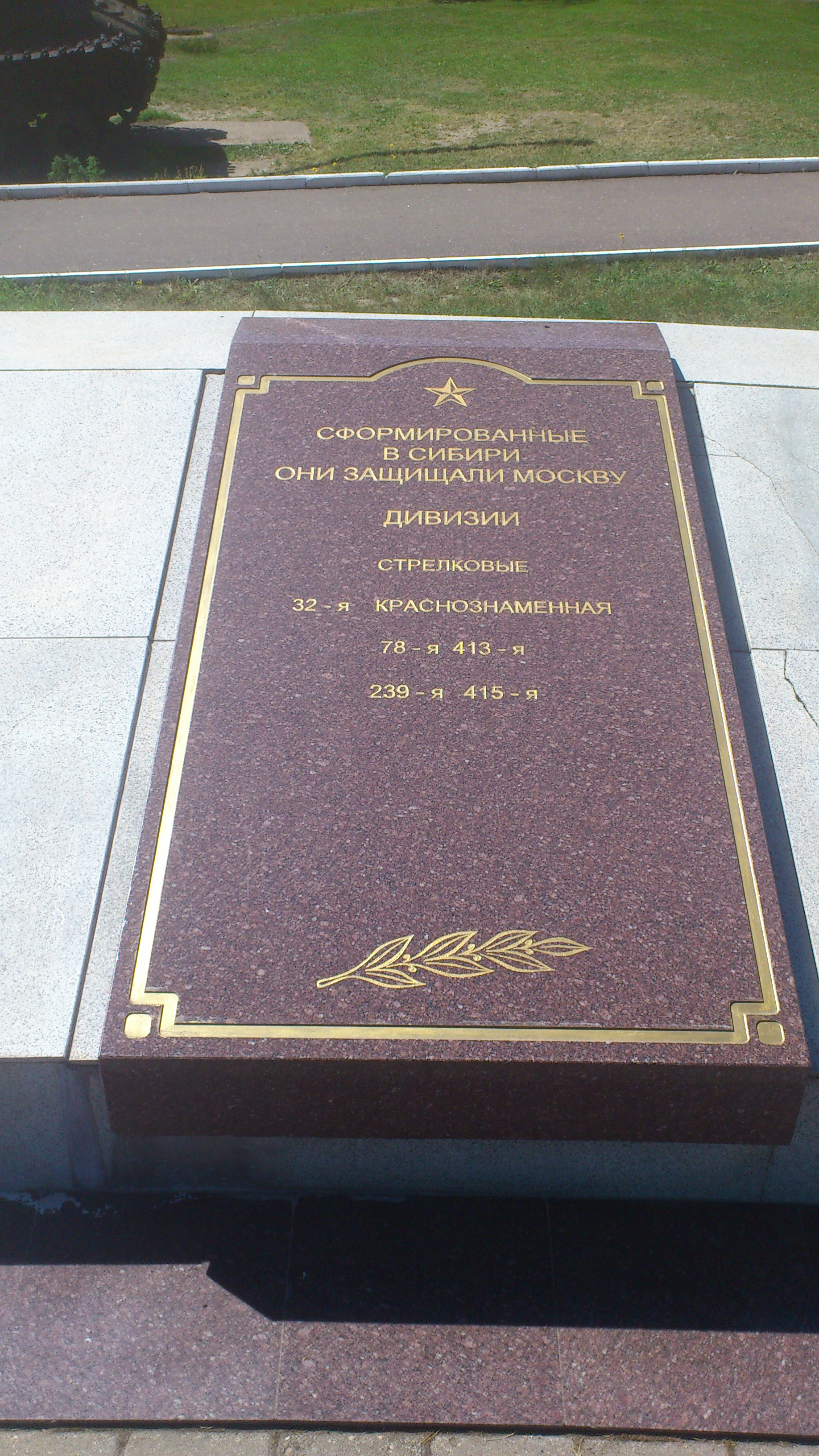
«Сформированные в Сибири, они защищали Москву» — на плите мемориального комплекса «Воинам-сибирякам».
Мемориальный комплекс «Воинам-сибирякам», Ленино-Снегирёвский военно-исторический музей.
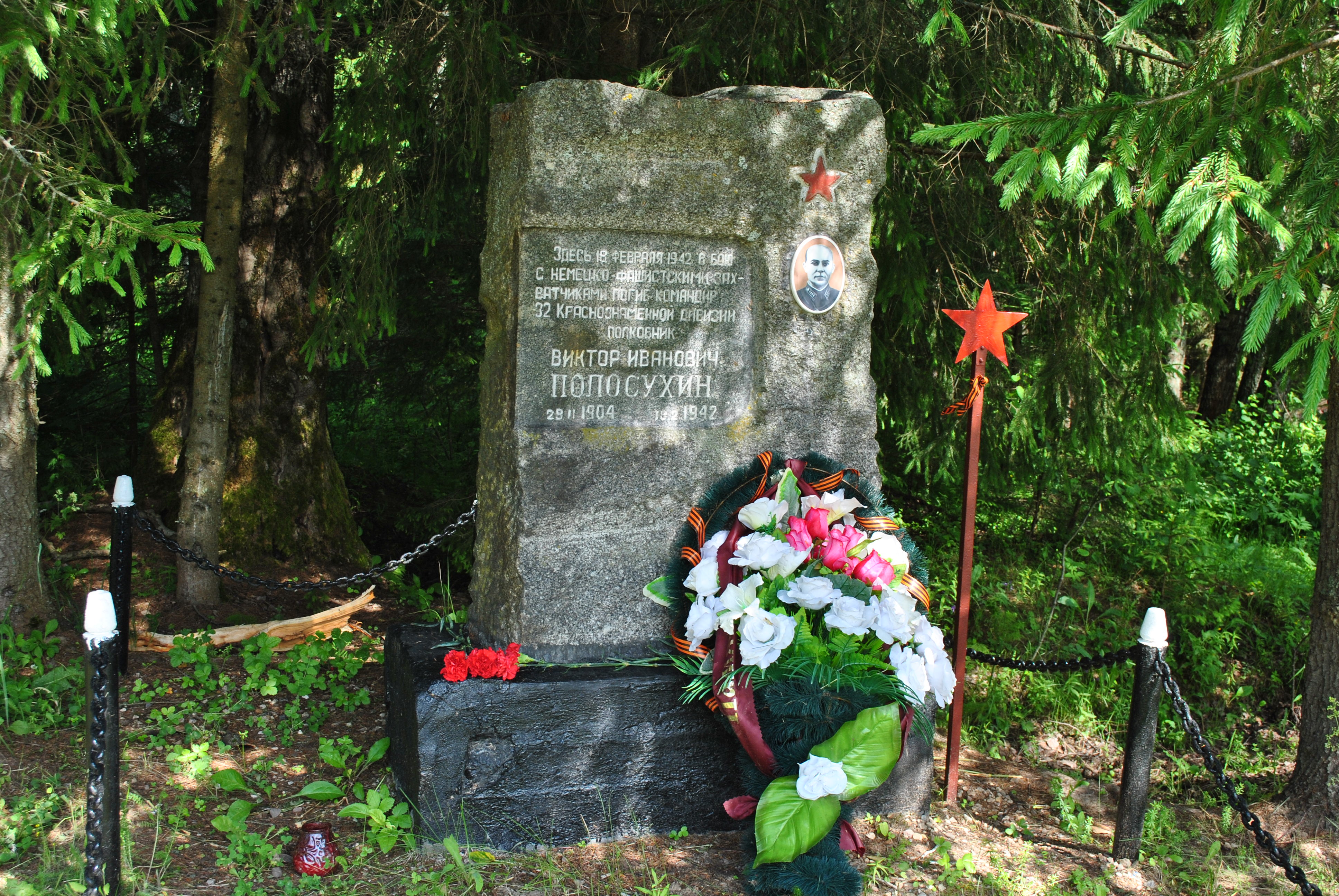
Памятник В. И. Полосухину в начале леса на месте бывшего Васильковского узла сопротивления немцев.
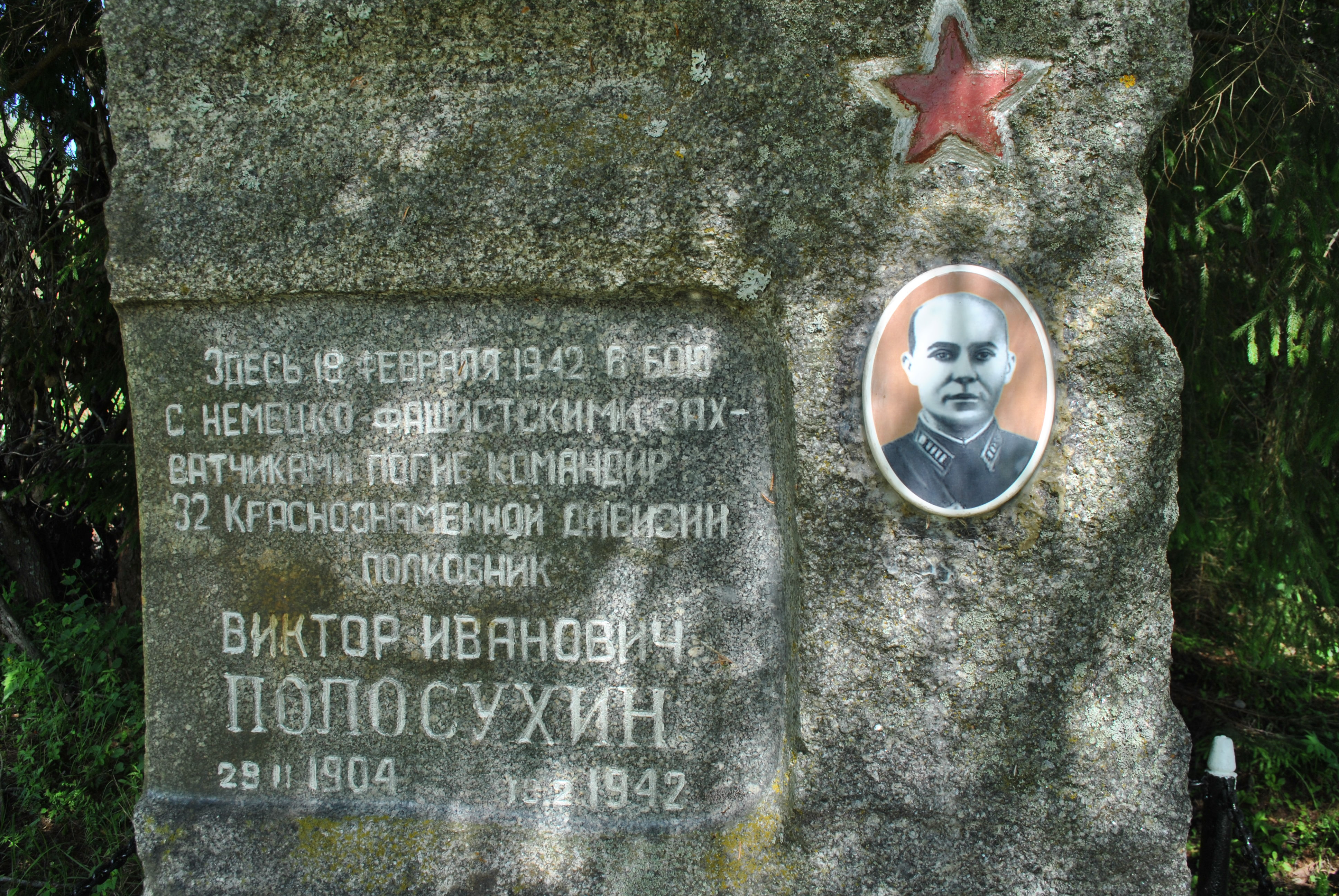
Надпись и фотография на памятнике В. И. Полосухину.

Летом 2008 года, при проведении военно-археологических работ на можайской линии обороны (осень 1941 года) был обнаружен 21 знак «Участнику Хасанских боёв» в местах предположительного прорыва частей 32-й стрелковой дивизии, бойцы и командиры которой принимали участие в боях у озера Хасан.

## Комментарии
1. ↑  По состоянию на январь 1922 г. стрелковые дивизии и бригады содержались по штату, утверждённому приказом РВСР № 1400/246 от 5 июля 1921 г. Дивизия, помимо управления и других частей, состояла из двух стрелковых бригад по три стрелковых полка в каждой. Отдельная стрелковая бригада состояла из трёх стрелковых полков. 10 июля 1922 г. были введены новые штаты стрелковых дивизий, в соответствии с которыми бригадное звено ликвидировалось, дивизии отныне имели в своём составе три стрелковых полка. Одновременно прекратили существование и отдельные стрелковые бригады.
2. 1 2 3  Ныне не существует.
3. ↑  Васильковский узел сопротивления — от наименования деревни Васильки, ныне не существует.